# Epidendrum talamancanum
Epidendrum talamancanum är en orkidéart som först beskrevs av John T. Atwood, och fick sitt nu gällande namn av Mora-ret. och García Castro. Epidendrum talamancanum ingår i släktet Epidendrum och familjen orkidéer. Inga underarter finns listade i Catalogue of Life.